# Pahajärvi (Tärendö socken, Norrbotten)
Pahajärvi är en sjö i Pajala kommun i Norrbotten och ingår i Kalixälvens huvudavrinningsområde. Sjön har en area på 0,14 kvadratkilometer och ligger 216,1 meter över havet.

## Delavrinningsområde
Pahajärvi ingår i det delavrinningsområde (748309-177781) som SMHI kallar för Mynnar i Ruokojoki. Medelhöjden är 222 meter över havet och ytan är 4,25 kvadratkilometer. Det finns inga avrinningsområden uppströms utan avrinningsområdet är högsta punkten. Vattendraget som avvattnar avrinningsområdet har biflödesordning 6, vilket innebär att vattnet flödar genom totalt 6 vattendrag innan det når havet efter 233 kilometer. Avrinningsområdet består mestadels av skog (44 procent) och sankmarker (37 procent). Avrinningsområdet har 0,33 kvadratkilometer vattenytor vilket ger det en sjöprocent på 7,8 procent.